# Elaeocarpus mallotoides
Elaeocarpus mallotoides är en tvåhjärtbladig växtart som beskrevs av Schlechter. Elaeocarpus mallotoides ingår i släktet Elaeocarpus och familjen Elaeocarpaceae. Inga underarter finns listade i Catalogue of Life.